# Thetford Mines
Thetford Mines ist eine Stadt im Süden der kanadischen Provinz Québec. Sie liegt in der Verwaltungsregion Chaudière-Appalaches, je rund 100 km südwestlich der Provinzhauptstadt Québec und nordöstlich von Sherbrooke. Thetford Mines ist der Verwaltungssitz der regionalen Grafschaftsgemeinde (municipalité régionale du comté) Les Appalaches, hat eine Fläche von 226,32 km² und zählt 25.403 Einwohner (Stand: 2016).

## Geographie
Thetford Mines liegt in den Ausläufern der Appalachen, am Oberlauf des Rivière Bécancour. Die Landschaft ist geprägt von zahlreichen bewaldeten Hügeln, zwischen denen sich mehrere kleine Seen befinden. Nachbargemeinden sind Saint-Pierre-de-Broughton im Nordosten, Adstock im Osten, Saint-Joseph-de-Coleraine im Süden, Irlande im Südwesten, Saint-Adrien-d’Irlande und Saint-Jean-de-Brébeuf im Westen sowie Kinnear’s Mills im Nordwesten.

## Geschichte
1876 entdeckte Joseph Fecteau in der zuvor weitgehend unbesiedelten Gegend große Vorkommen an Asbest (genauer Chrysotil). Ein Jahr später nahm die erste Mine den Betrieb auf und es entstand eine rasch wachsende Siedlung, die zunächst den Namen Kingsville trug. 1881 zerstörte ein Großbrand fast das gesamte Dorf. Die Gründung der Gemeinde erfolgte im Jahr 1892. Diese benannte sich 1905 in Thetford Mines um, nach dem damaligen Kanton Thetford und der englischen Stadt Thetford. 1912 wurde der Stadtstatus verliehen. Jahrzehntelang war Thetford Mines in der Asbestförderung weltweit führend, bis die Entdeckung der gesundheitsschädlichen Wirkung die Nachfrage einbrechen ließ und eine wirtschaftliche Neuausrichtung erforderlich machte. Die Stadt wuchs mehrmals durch Gemeindefusionen an: 1924 wurde Amiante eingegliedert, 1994 Rivière Blanche; schließlich folgten 2001 die Gemeinden Black Lake, Robertsonville, Pontbriand und Thetford-Sud.

## Bevölkerung
Gemäß der Volkszählung 2011 zählte Thetford Mines 25.709 Einwohner, was einer Bevölkerungsdichte von 113,3 Einw./km² entspricht. 97,3 % der Bevölkerung gaben Französisch als Hauptsprache an, der Anteil des Englischen betrug 1,2 %. Als zweisprachig (Französisch und Englisch) bezeichneten sich 0,4 %, auf andere Sprachen und Mehrfachantworten entfielen 1,1 %. Ausschließlich Französisch sprachen 79,3 %. Im Jahr 2001 waren 97,0 % der Bevölkerung römisch-katholisch, 0,8 % protestantisch und 1,5 % konfessionslos.

## Verkehr und Wirtschaft
Durch Thetford Mines führt in Südwest-Nordost-Richtung die Hauptstraße Route 112, die Sherbrooke mit der Autouroute 73 bei Vallée-Jonction verbindet. Nordwestwärts führt die Route 165 zur Autoroute 20. Die Bahnstrecke der Quebec Central Railway zwischen Sherbrooke und Vallée-Jonction wird nur noch sporadisch für den Güterverkehr genutzt. Etwa sechs Kilometer südöstlich der Stadt befindet sich ein Flugplatz. Er besitzt eine 1370 Meter lange asphaltierte Piste und dient der allgemeinen Luftfahrt.
Der früher dominierende Bergbau spielt heute nur noch eine geringe Rolle. Thetford Mines ist heute ein Zentrum der Kunststoffindustrie und der Metallverarbeitung, von wachsender Bedeutung sind die Oleochemie und die Nanotechnologie. Thetford ist das Zentrum einer touristischen Region, die auf sportliche Aktivitäten ausgerichtet ist. Die Stadt ist Ausgangspunkt für Ausflüge in den Parc national de Frontenac und liegt nahe dem Wintersportgebiet am Mont Adstock.

## Kultur und Sport
Das Musée minéralogique et minier (Mineralien- und Bergbaumuseum) wurde 1976 gegründet. Es besitzt eine umfangreiche geologische Sammlung mit Mineralien und Fossilien; außerdem befasst es sich mit der Bergbaugeschichte der Region.
Bekannteste Sportmannschaft der Stadt ist das Eishockey-Team Assurancia de Thetford in der Ligue Nord-Américaine de Hockey. Die Heimspiele werden im Centre Mario-Gosselin (2500 Plätze) ausgetragen.

## Persönlichkeiten
- Jean-Marie Beaudet (1908–1971), Dirigent
- Pierre Beaudet (* 1924), Pianist und Komponist
- Denis Croteau (* 1932), römisch-katholischer Geistlicher, Bischof von Mackenzie-Fort Smith
- Michel Dussault (* 1943), Pianist, Komponist und Musikpädagoge
- Simon Gamache (* 1981), Eishockeyspieler
- Michel Louvain (* 1937), Sänger
- Pierre Morissette (* 1944), Bischof
- Pierre Poulin (* 1958 in Black Lake), Freestyle-Skier
- Armand Vaillancourt (* 1929 in Black Lake), Bildhauer und Maler